# François de Menthon
 (novembre 2008).
Pour les articles homonymes, voir Famille de Menthon et Menthon (homonymie).
François de Menthon est un résistant, homme politique et un juriste français, né le 8 janvier 1900 à Montmirey-la-Ville (Jura) et mort le 2 juin 1984 à Annecy (Haute-Savoie).
Agrégé de droit, il est professeur à la faculté de droit de Nancy.

## Biographie

### Avant-guerre
Il est le fils d'Henri de Menthon (1865-1952) et de Marguerite Picot de Moras d'Aligny (1875-1934), et le frère de Pierre de Menthon (1913-1980), diplomate.
Élève à Dijon à l'école Saint-François-de-Sales entre 1910 et 1916, il suit ensuite les cours de la Faculté de droit avant de devenir licencié ès lettres en 1920 et professeur agrégé (1930) de droit.
Il adhère à 19 ans à l'Association catholique de la jeunesse française (ACJF), qu'il préside de 1926 à 1930. Il est élu conseiller municipal de Nancy, où il enseigne le droit de 1929 à 1939, à l'occasion d'une élection partielle en juin 1933. Mais la liste sur laquelle il figure en 1935 est battue par celle du maire sortant, le radical Camille Schmitt. Il milite alors au Parti démocrate populaire.

### La Résistance
En 1939, il demande à partir au combat. En 1940, il est blessé et fait prisonnier, mais réussit à s’évader et rejoint la Résistance dès cette année-là. Il reçoit à plusieurs reprises Jean Moulin au château de Menthon-Saint-Bernard. Fondateur du mouvement Liberté à Annecy, puis à Lyon en novembre 1940 et éditeur de son journal clandestin, dont les deux premiers numéros ont été imprimés à Annecy et les suivants à Marseille. Il fut l’un des responsables du mouvement Combat issu de la fusion de Liberté avec le mouvement fondé par Henri Frenay Petites ailes de la France fin 1941.
Le 1er mai 1942, à l'appel de la BBC et de la presse clandestine, de nombreux Français en zone nord et en zone sud manifestent contre Laval et pour De Gaulle (attentats, sabotages et déraillements en zone nord, manifestations de protestation en zone sud). Menthon participe à l'une de ces manifestations devant la mairie d'Annecy. Notable et professeur de droit, il attire l'attention des membres du Service d'ordre légionnaire (SOL), même si ces derniers ignorent ses fonctions au sein de la Résistance. Le lendemain, 2 mai, ils agressent Menthon, le déshabillent et le plongent dans la vasque sur la place de la mairie. Cette histoire provoque une crise municipale à la suite de la plainte déposée par Monsieur de Menthon, mais Darnand et Laval couvrent le SOL.
En 1943, il rejoint le général de Gaulle à Londres puis à Alger où il est nommé commissaire à la Justice au sein du Comité français de la Libération nationale d'Alger.

### Haut fonctionnaire
À la Libération, François de Menthon devient ministre de la Justice dans le Gouvernement provisoire de la République française du général de Gaulle de septembre 1944 jusqu'au 8 mai 1945. Il s'est occupé entre autres du procès du maréchal Pétain, de la condamnation de Charles Maurras à la prison à vie (28 janvier 1945) et de l'épuration de certains fonctionnaires du régime de Vichy. En août 1944, dans le cadre de l'Épuration, il soutient et instaure le crime d'indignité nationale. À l'époque, il fut critiqué par les communistes et les socialistes, adeptes d’une épuration plus massive des anticommunistes, pour avoir épargné certains agents importants comme René Bousquet.
Puis il fut nommé, par le général de Gaulle, procureur au tribunal de Nuremberg. Il donna du crime contre l'humanité la définition suivante : « crime contre le statut d'être humain motivé par une idéologie qui est un crime contre l’esprit visant à rejeter l’humanité dans la barbarie ». Mais en 1946, de Gaulle se retire du gouvernement. Menthon, alors ancien ministre de la Justice, quitte Nuremberg et se voit remplacé par Auguste Champetier de Ribes.

### Œuvre politique
Compagnon de la Libération, fondateur du MRP, il est député de la Savoie de 1946 à 1958. Du 24 juin au 16 décembre 1946, il est ministre de l’Économie nationale dans le Gouvernement Georges Bidault (1). Il milite pour un régime parlementaire rénové. Le samedi 4 mars 1950, lors des incidents du Palais Bourbon provoqués par les communistes (dont Jeannette Vermeersch, Alfred Malleret-Joinville entre autres) qui prennent d'assaut la tribune présidentielle, alors président du groupe M.R.P., il est frappé et a une côte cassée.
Il se consacre aussi à la cause européenne et devient président de l’Assemblée parlementaire du Conseil de l'Europe (alors Assemblée consultative) de 1952 à 1954. Il présente en cette qualité le premier drapeau étoilé officiel de la communauté européenne.
Ses positions contre de Gaulle vont l'éloigner des postes ministériels après 1958, l’année du retour au pouvoir du général, et d'une carrière politique qui s'annonçait prometteuse. Il retourne à l’enseignement universitaire à l’Université de Nancy et à ses mandats locaux. Nommé maire de Menthon-Saint-Bernard en 1944, il est maire de cette commune de 1945 à 1977 et pendant vingt-deux ans président de l'Association des maires et conseiller général.
Porté par des convictions politiques fondées sur un idéal humaniste et chrétien, il approuva le développement du mouvement de la Jeunesse ouvrière chrétienne[réf. nécessaire], mouvement arrivé en France en 1927 à Lille et dans la banlieue parisienne, officiellement fondée à Clichy en 1927 par l'abbé Georges Guérin et le jeune Georges Quiclet.

## Distinctions

### Décorations
- Officier de la Légion d'honneur ; chevalier au Journal officiel du 19 janvier 1947[14] dont la décoration est remise le 25 mai 1947 par le président Vincent Auriol[15]

- Compagnon de la Libération par décret du 16 octobre 1945 (à compter du 1er septembre 1943)[16]
- Croix de guerre 1939–1945, palme de bronze (1947)[14]

### Citation
Sa nomination comme chevalier dans l'ordre de la Légion d'honneur s'accompagne de la citation suivante :
« Magnifique résistant. Blessé le 18 juin 1940, à Résincourt-le-Château, hospitalisé à Saint-Dié, est fait prisonnier par les Allemands : s'évade le 15 septembre 1940. Dès ce moment, ne pense qu'à combattre pour la France. Fonde avec ses camarades le groupe "Liberté" et distribue des tracts en Savoie, en octobre 1940. Par fusion avec les "Petites Ailes", en novembre 1941, participe à la formation du groupe "Combat" puis à celui du comité général d'études de la Résistance, en juillet 1942. Est l'objet d'un guet-apens à Annecy, le 2 mai 1942, de la part des S.O.L. Révoqué comme professeur de droit par Vichy, en août 1942. Objet d'un ordre d'arrestation de la Gestapo, en octobre 1942, rentre dans la clandestinité et part pour Londres en avion, le 25 juillet 1943, rejoindre les forces de la France libre. »

## Livres
- La Loi sur l’indignité nationale - Imprimerie Moderne, Beyrouth 1944
- Le Procès de Nuremberg : l’accusation française - Office français d'Édition, Paris 1946
- Le Procès de Nuremberg, son importance juridique et politique - Éd. du Mail, Paris 1946
- Vers la Quatrième République - Éd. Hachette, Paris 1946
- L'expansion économique au service du progrès social - Imprimerie F. de Beroud, Paris 1951

## Citations
- « La noblesse n'a que des devoirs et aucun droit. »

### Documentaire
- François de Menthon, Résistant, Compagnon de la Libération, homme politique français et européen (2024), sur resistants-secondeguerre.hautesavoie.fr

### Iconographie
- Vie en images :
- n°1: https://histoires-engagements.hautesavoie.fr/v2/francois-de-menthon-chap-1/
- n°2: https://histoires-engagements.hautesavoie.fr/v2/francois-de-menthon-chap-2/
- n°3: https://histoires-engagements.hautesavoie.fr/v2/francois-de-menthon-chap-3/